# 152 mm haubica wz. 1938 (M-10)
152 mm haubica wz. 1938 (M-10) (ros. 152-мм гаубица образца 1938 года, М-10) – radziecka haubica opracowana w 1938. Produkcję rozpoczęto w 1939 roku w Fabryce nr 172. Do końca roku wyprodukowano 4 egzemplarze, w roku 1940 – 685, a w 1941 – 833. Powstała również pewna liczba egzemplarzy z krótszą lufą, przeznaczonych do zastosowania w czołgach KW-2. Wkrótce po ataku Niemiec w 1941 haubica została wycofana z produkcji.  Przyczyny tej decyzji nie są do końca jasne. Wśród możliwych powodów były trudności techniczne związane z produkcją tych dział i potrzeba ograniczenia ilości produkowanych typów do tych najbardziej niezbędnych. Następcą haubicy była 152 mm haubica wz. 1943 (D-1).
Haubice tego typu zdobyte przez wojska niemieckie były przyjęte do uzbrojenia Wehrmachtu pod oznaczeniem 15,2 cm sFH 443(r). Finlandia zdobyła 45 dział w 1941 i zakupiła 57 od Niemiec w 1944, wprowadzając je do służby pod oznaczeniem 152 H/38.  